# Federico Marchetti
Federico Marchetti (Bassano del Grappa, provincia de Vicenza, 7 de febrero de 1983) es un futbolista italiano. Juega de guardameta y su equipo es el Marsaxlokk F. C. de la Premier League de Malta.

## Selección nacional
Fue internacional con la selección de fútbol de Italia en 11 ocasiones y ha recibido 7 goles en contra. Su debut se produjo el 6 de junio de 2009, en un encuentro amistoso ante la selección de Irlanda del Norte que finalizó con marcador de 3-0 a favor de los italianos. Unos meses después debutó en eliminatorias frente a Chipre en donde le convirtieron dos goles. En 2010 jugó frente a Camerún el 3 de marzo y el 1 de junio fue incluido por Marcello Lippi en el plantel italiano para afrontar la Copa Mundial de Fútbol de 2010. Fue suplente de Gianluigi Buffon en el primer encuentro pero ante una lesión de este ingresó en el segundo tiempo tomando la titularidad en los siguientes encuentros.

### Participaciones en Copas del Mundo
| Mundial                        | Sede      | Resultado    |
| ------------------------------ | --------- | ------------ |
| Copa Mundial de Fútbol de 2010 | Sudáfrica | Primera fase |

### Participaciones en Eurocopas
| Eurocopa      | Sede    | Resultado        |
| ------------- | ------- | ---------------- |
| Eurocopa 2016 | Francia | Cuartos de final |

### Participaciones en Copas FIFA Confederaciones
| Copa                      | Sede   | Resultado     |
| ------------------------- | ------ | ------------- |
| Copa Confederaciones 2013 | Brasil | Tercer puesto |

## Clubes
| Club                  | País   | Año       |
| --------------------- | ------ | --------- |
| Pro Vercelli Calcio   | Italia | 2002-2003 |
| F. C. Crotone         | Italia | 2003-2004 |
| A. S. Treviso         | Italia | 2004      |
| Torino F. C.          | Italia | 2004-2005 |
| Pro Vercelli Calcio   | Italia | 2005      |
| A. S. Biellese        | Italia | 2005-2006 |
| U. C. AlbinoLeffe     | Italia | 2006-2008 |
| Cagliari Calcio       | Italia | 2008-2011 |
| S. S. Lazio           | Italia | 2011-2018 |
| Genoa C. F. C.        | Italia | 2018-2022 |
| Spezia Calcio         | Italia | 2023      |
| Ħamrun Spartans F. C. | Malta  | 2023-2024 |
| Marsaxlokk F. C.      | Malta  | 2024-     |

## Palmarés

### Campeonatos nacionales
| Título                  | Club                  | País   | Año     |
| ----------------------- | --------------------- | ------ | ------- |
| Copa Italia             | S. S. Lazio           | Italia | 2012-13 |
| Supercopa de Italia     | S. S. Lazio           | Italia | 2017    |
| Supercopa de Malta      | Ħamrun Spartans F. C. | Malta  | 2023    |
| Premier League de Malta | Ħamrun Spartans F. C. | Malta  | 2023-24 |